# Mjölkcentralen i Stockholm

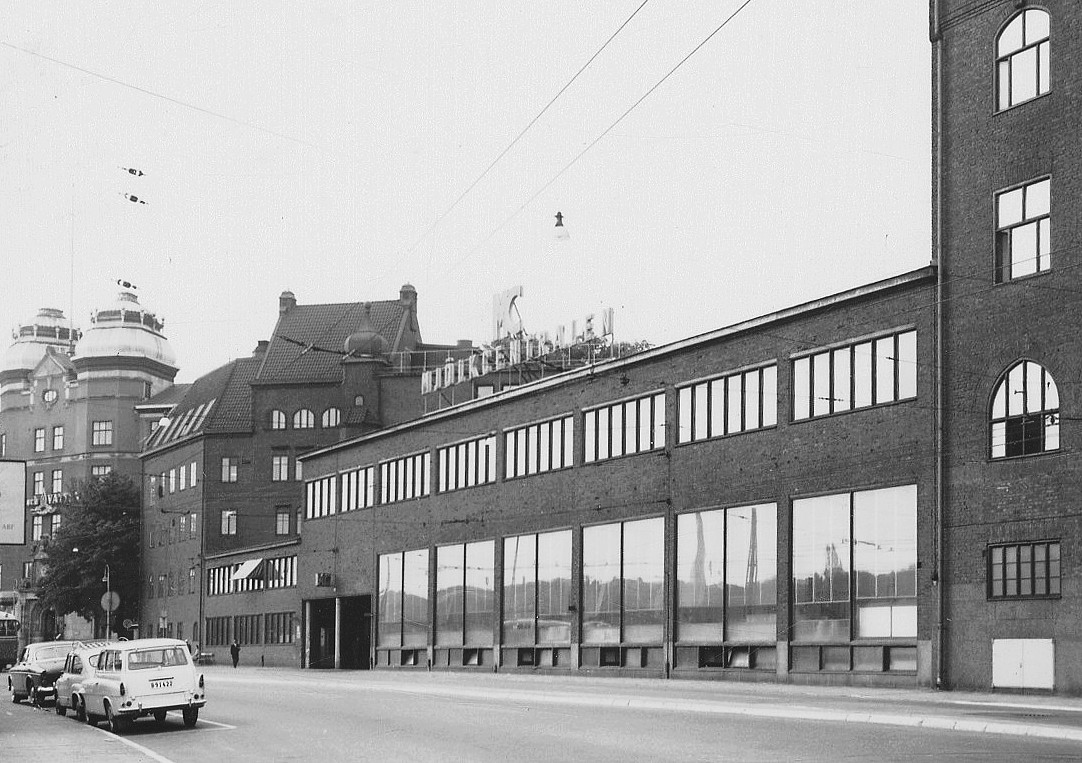
Mjölkcentralens byggnadsdel från 1938, fasad mot Torsgatan. Genom de stora fönstren kunde man följa produktionen.

Stockholms mjölkcentral låg i kvarteret Läkaren vid Dalagatan / Torsgatan på Norrmalm i Stockholm. Ett första mejeri, som efter 1927 kom att kallas Mjölkcentralen (kort MC), anlades 1883 i kvarteret. Anläggningen byggdes ut i flera omgångar och upptog slutligen hela kvarteret. 1975 bytte mejeriet namn till Mjölkcentralen Arla och efter 1981 var firmanamnet Arla, ekonomisk förening. År 2005 flyttade verksamheten ut, som då enbart omfattade Arlas svenska huvudkontor och viss produktutveckling. Mjölkcentralen fanns i nästan alla större svenska städer men den i Stockholm var äldst och störst.

## Kvarteret Läkaren

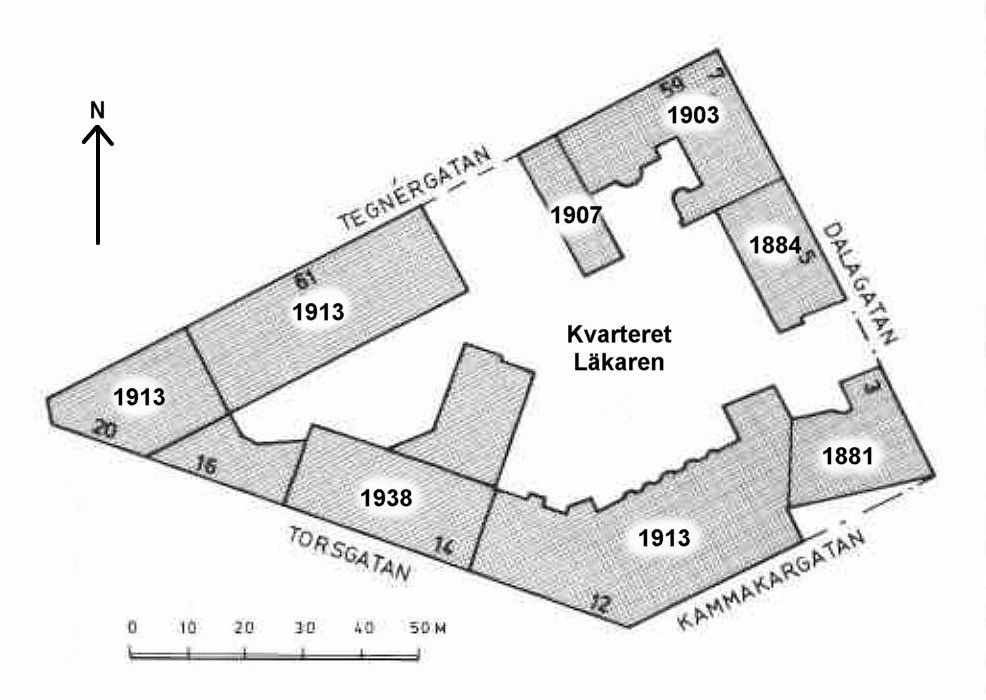
Kvarteret Läkaren med Mjölkcentralens byggnader och byggår, 1970-tal.

Kvarteret Läkaren begränsas av Tegnérgatan i nordväst, Dalagatan i nordost, Kammakargatan i sydost och Torsgatan i söder. Kvarterets historik har huvudsakligen präglats av Mjölkcentralens och Arlas verksamhet under drygt 120 år. 
Kvarteret bildades på 1880-talet och fick då sitt nuvarande namn när Tegnérgatan drogs längre västerut ner till Torsgatan. Enligt Björn Hasselblad (”Stockholmskvarter”) kan namnet anknyta antingen till närbelägna Sabbatsbergs sjukhus eller tillhör samma kategori som Läraren, Lärjungen och Skolan som ligger i anslutning till Norra latin och Norra Bantorget.
I kvarterets södra del fanns före 1880 några enkla träkåkar men ur logistiksynpunkt var kvarterets läge intill Norra stations godsstation och Barnhusviken optimalt för ett företag med många transporter.

## Historik

### Organisation och tidig marknadsföring

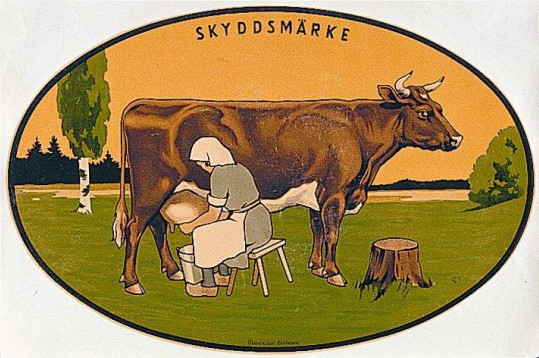
Flickan med kon från 1887.

Under 1870-talet sköttes Stockholms mjölkförsörjning av större enskilda företag. Ett av dem var Mälarprovinsernas Mejeri AB (grundad 1870) som hade egna mejerier både i Stockholms och i angränsande län. 1880 bildades Stockholms Mejeriförsäljnings AB (kallad Mjölkbolaget) som övertog Mälarprovinsernas Mejeris verksamhet. År 1882 förvärvade Mjölkbolaget tomter i kvarteret Läkaren för att låta uppföra ett nytt mejeri som invigdes 1883. Vi den tiden såldes mjölken i ”lösvikt” i små lokala mjölkbutiker. Man fick ha sin egen mjölkkanna eller flaska med sig. År 1890 fanns drygt 1 100 mjölkbutiker i Stockholm.
Fram till 1915 var Mjölkbolaget det ledande mjölkhandelsföretaget i Stockholm. År 1915 bildades Lantmännens Mjölkförsäljningsförening u.p.a. till vilken Mjölkbolaget överlät sin rörelse. 1927 ändrades firmanamnet till Mjölkcentralen, Lantmännens Mjölkförsäljningsförening u.p.a. kort Mjölkcentralen eller MC som blev med tiden den ledande producenten av mejerivaror i Sverige. 1975 fusionerade Mjölkcentralen, Sydöstmejerier, Lantbrukarnas Mjölkcentral och Örebro-ortens Mejeriförening och antog det gemensamma namnet Mjölkcentralen Arla. Sedan den 1 juli 1981 var firmanamnet Arla, ekonomisk förening.
Redan 1887 registrerade Stockholms Mjölkförsäljnings AB, skyddsmärket ”Flickan med kon”. Det skulle borga för god hygien och noggranna kontroller. Märket visade en mjölkande piga i ett fantasilandskap. När Mjölkcentralen bildades 1915 övertogs skyddsmärket som fanns kvar i ungefär samma form till 1949. Därefter skapades den röd Arla-kon (utan flicka) av reklamtecknaren Sten Calding. En snickare gjorde sedan den rödmålade kossan i trä med ett MC-märke i koskällan. Kon kunde köpa för tre kronor på mejerierna.
År 1938 lanserade Mjölkcentralen den klämmiga reklamlåten Kaffe utan grädde är som kärlek utan kyssar framförd på en 78-varvare av Gösta Jonsson med orkester. Där heter det bland annat ...Naturgrädde ska det va' Skyddsmärket: flickan med kon... och ...Mjölkcentralens steriliserade Grädde den är jämt okay... Låten blev till en landsplåga men bannlystes av Radiotjänst på grund av reklam för Mjölkcentralen.

### Början i kvarteret Läkaren

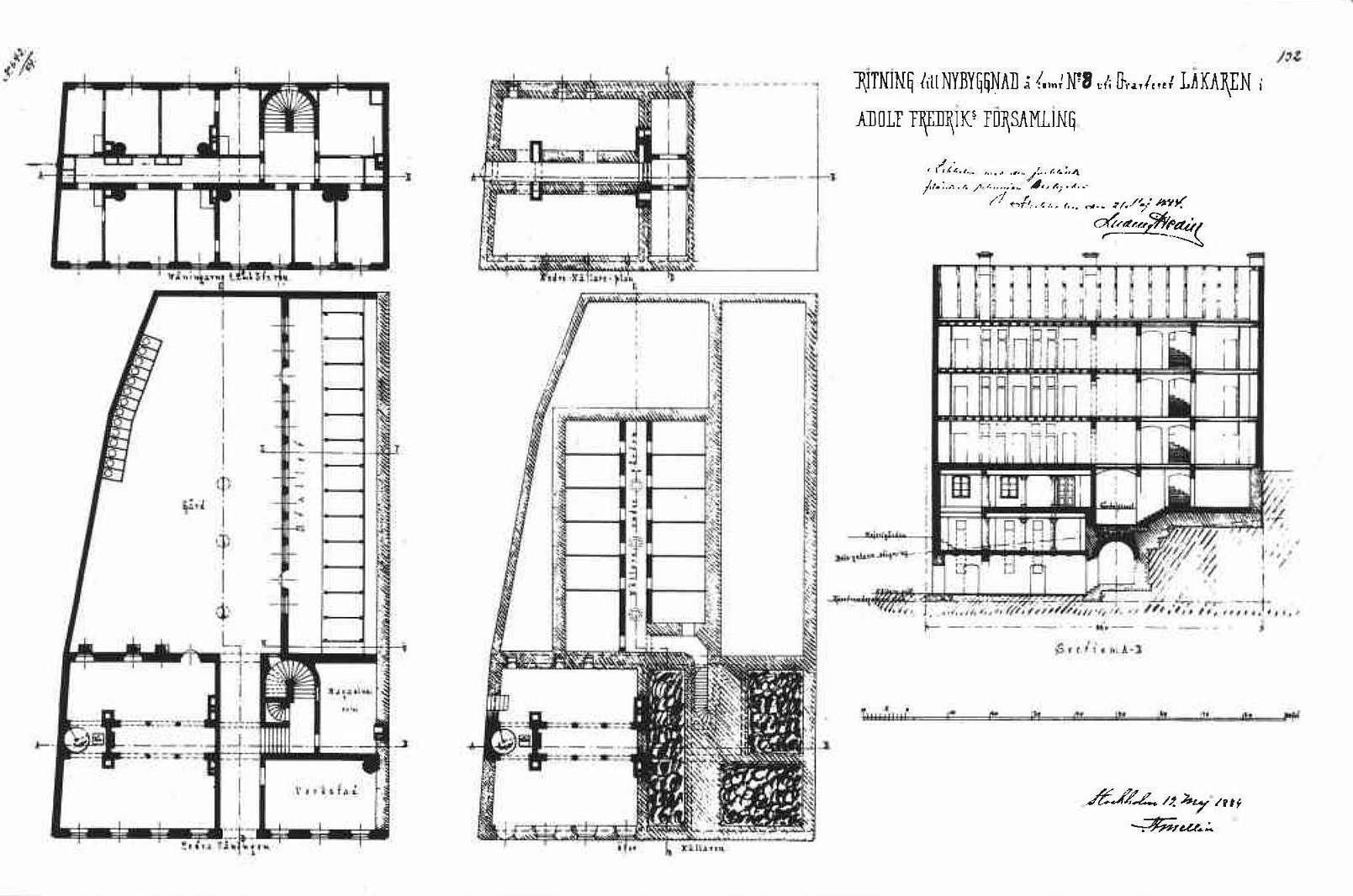
Ritning av arkitekt S.F. Mellin. Huset stod färdigt 1884 och låg vid Dalagatan 5.

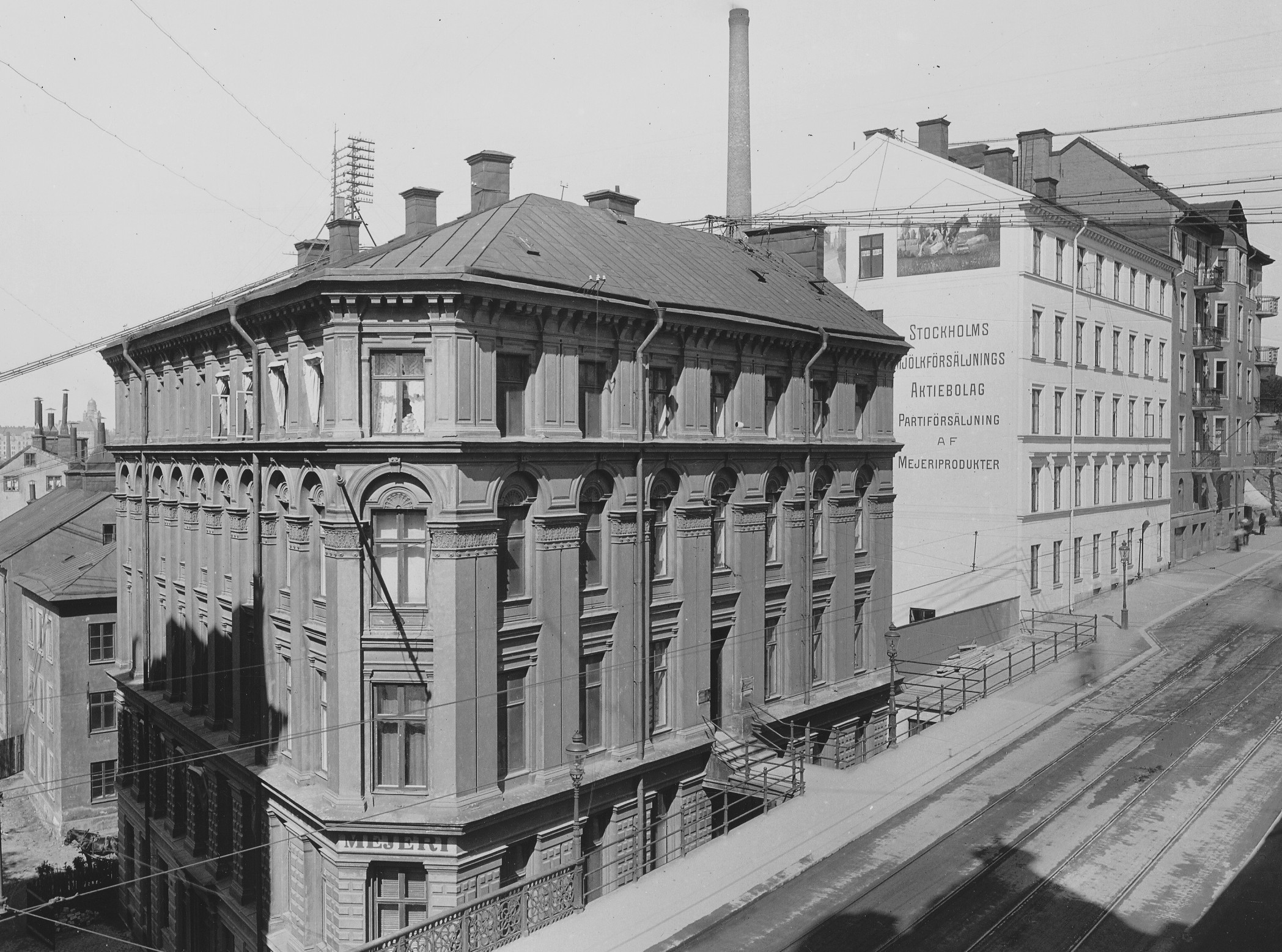
MC:s byggnader vid Dalagatan 1914, till vänster huset från 1881, till höger (ljusa byggnaden) från 1884, längst bort från 1903.

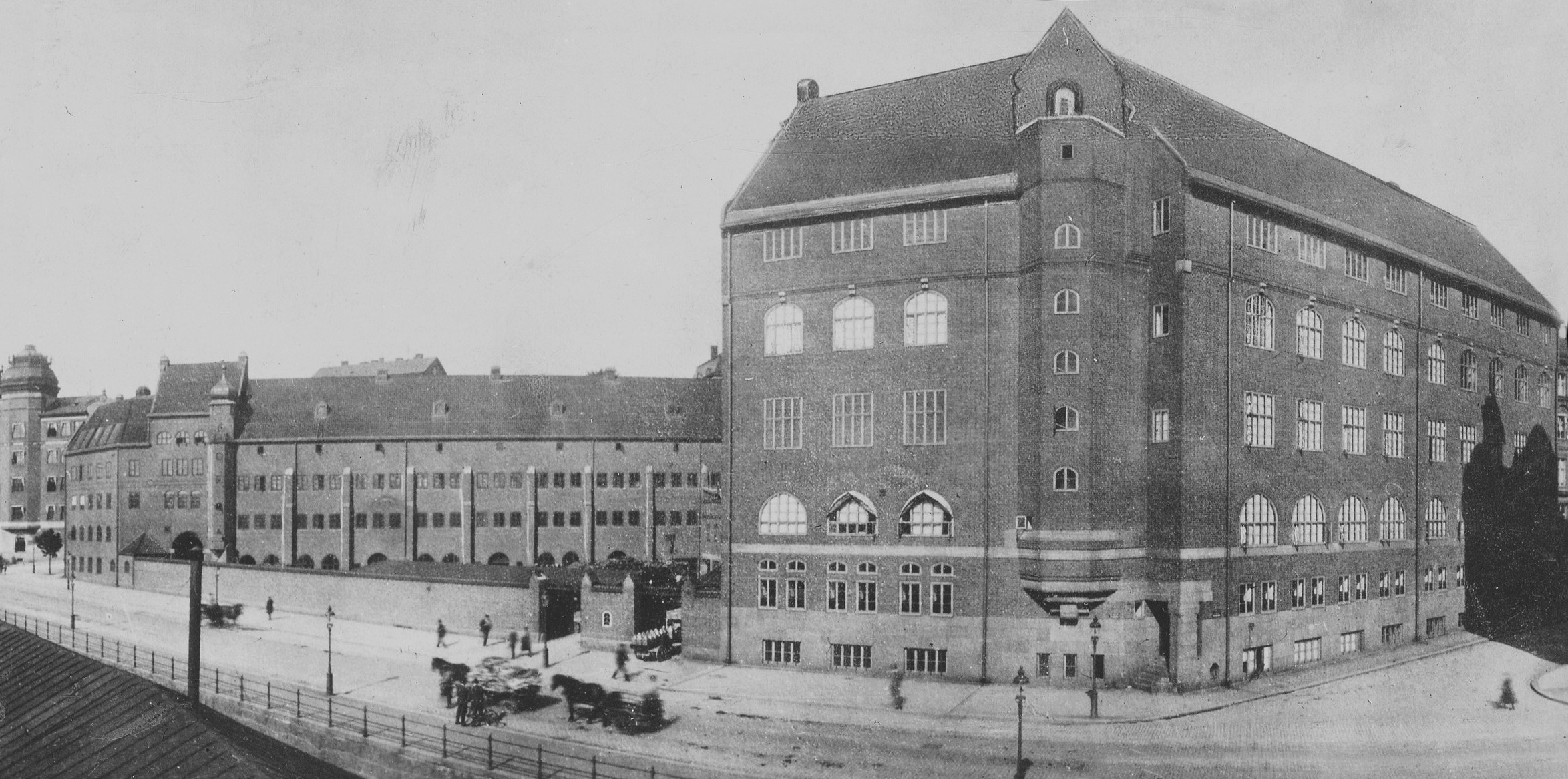
Nya anläggningen vid Torsgatan, 1916.

När Mjölkbolaget 1882 förvärvade sina första tomter i kvarteret Läkaren bedrevs verksamheten tillfällig i ett före detta bostadshus från 1881, beläget vid Dalagatan 3. 
Den första nya byggnaden, specialritad för sin verksamhet av arkitekt S.F. Mellin, stod färdig 1884 och låg vid Dalagatan 5. I byggnadens källarvåningar och bottenvåning inrättades mejeriets lokaler och på de övriga planen fanns bostäder. 1899 höjdes byggnaden med två våningar. Brandgaveln pryddes av en muralmålning visande "Flickan med kon" och texten "Stockholms Mjölkförsäljnings Aktiebolag Partiförsäljning af Mejeriprodukter". 
År 1903 tillkom ett nytt bostadshus i hörnet Tegnérgatan 59 / Dalagatan 7 (arkitekt Dorph & Höög). Där skulle delar av personalen bo. 1907 uppfördes ytterligare en ny mejeribyggnad i anslutning till Tegnérgatan 59 (arkitekt David Jansson). I samband med en visning av anläggningen 1912 skrev tidningen Social-Demokraten bland annat: Den moderna mejeritekniken har numera drivits så långt att mjölken under sin långa vandring från kojuvret till de plomberade flaskorna icke kommer i direkt beröring med människohand. Hur detta möjliggörs genom sinnrika tömningsapparater, avkylare och tappningsmaskiner demonstrerades utförligt.
Kvarterets största byggnadskomplex tillkom mellan 1915 och 1921 i hörnet Torsgatan / Kammakargatan. Huset ritades av arkitekt Axel Sjögren och blev tillsammans med verkstads- och lagerhuset vid Tegnérgatan hjärtat i Mjölkbolagets anläggning. Byggnadernas fasader uppfördes i rött tegel med mönstermurade bågformiga småspröjsade fönster samt historiserande trappgavlar och torn. Mjölktransporterna skedde till och från Torsgatan och varuleveranser från Tegnérgatan. 
Det nya mejeriet sysselsatte omkring 600 personer och Nya Dagligt Allehanda kommenterade: Det är den största anläggningen i sitt slag i Europa och kan i modernitet tävla med till och med Amerikas jätteföretag inom denna bransch. Mjölkutkörningen gjordes fortfarande med häst och vagn. När MC:s nya mejeri invigdes år 1921, fanns 250 hästar i det egna stallet och man hade även eget hovslageri och sadelmakeri. Först 1935 var distributionsbilarna fler än hästarna.

### Mjölkcentralens brand 1937
Den 8 februari 1937 drabbades Mjölkcentralens anläggning i kvarteret Läkaren av en svårsläkt brand. Branden skulle utveckla sig till en av de värsta bränder som Stockholms brandförsvar upplevde sedan det bildades 1875. Branden utbröt i samband med svetsarbeten på vinden ovanför den fjärde våningen och ett paraffinlager på 3 500 kg som började smälta och brinna försvårade branden avsevärt. Branden krävde ett dödsoffer. Efter branden ombyggdes de två översta våningarna.

Mjölkdistribution genom tiden
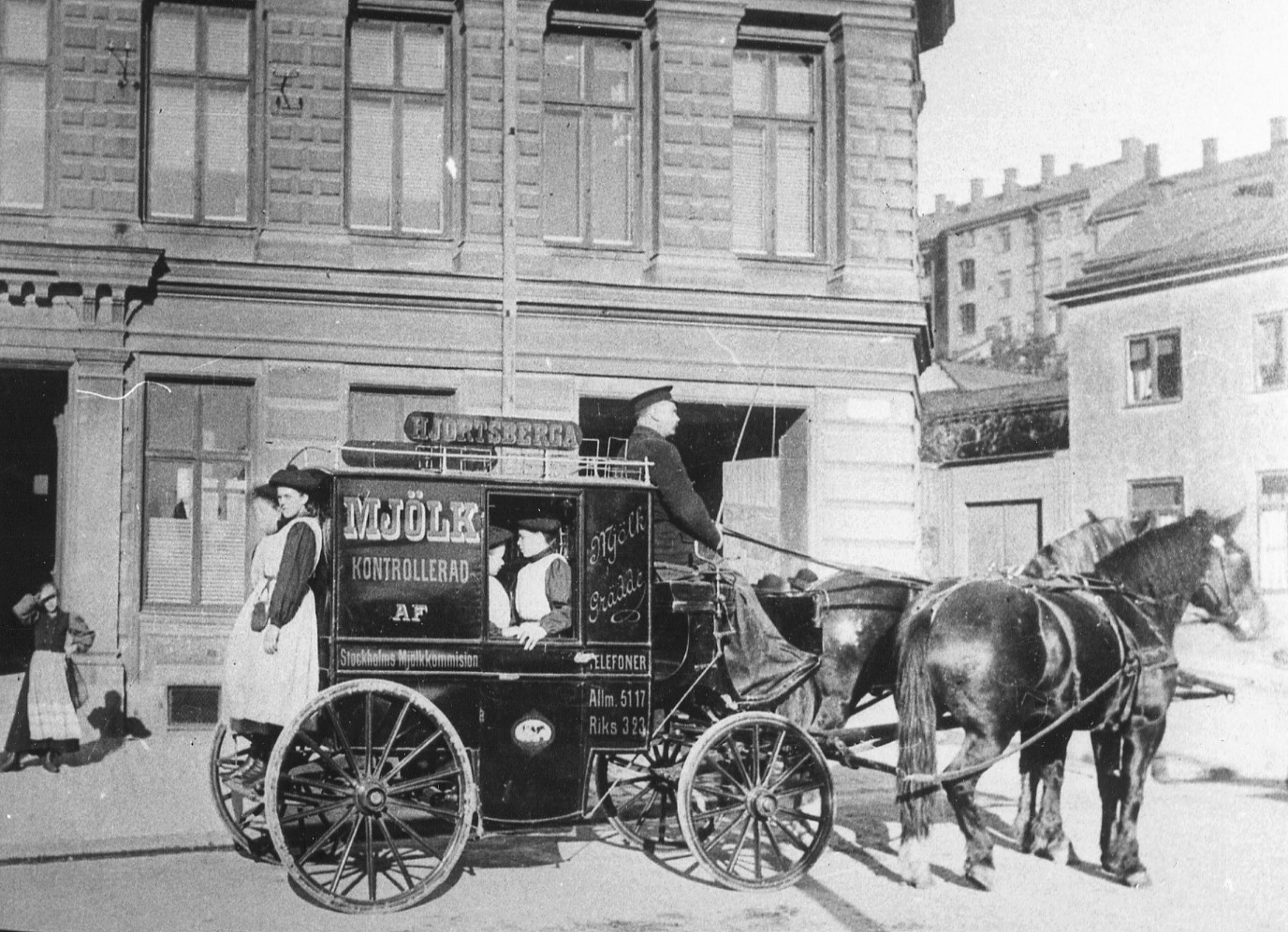
Mjölkkust med flickbud, 1915.
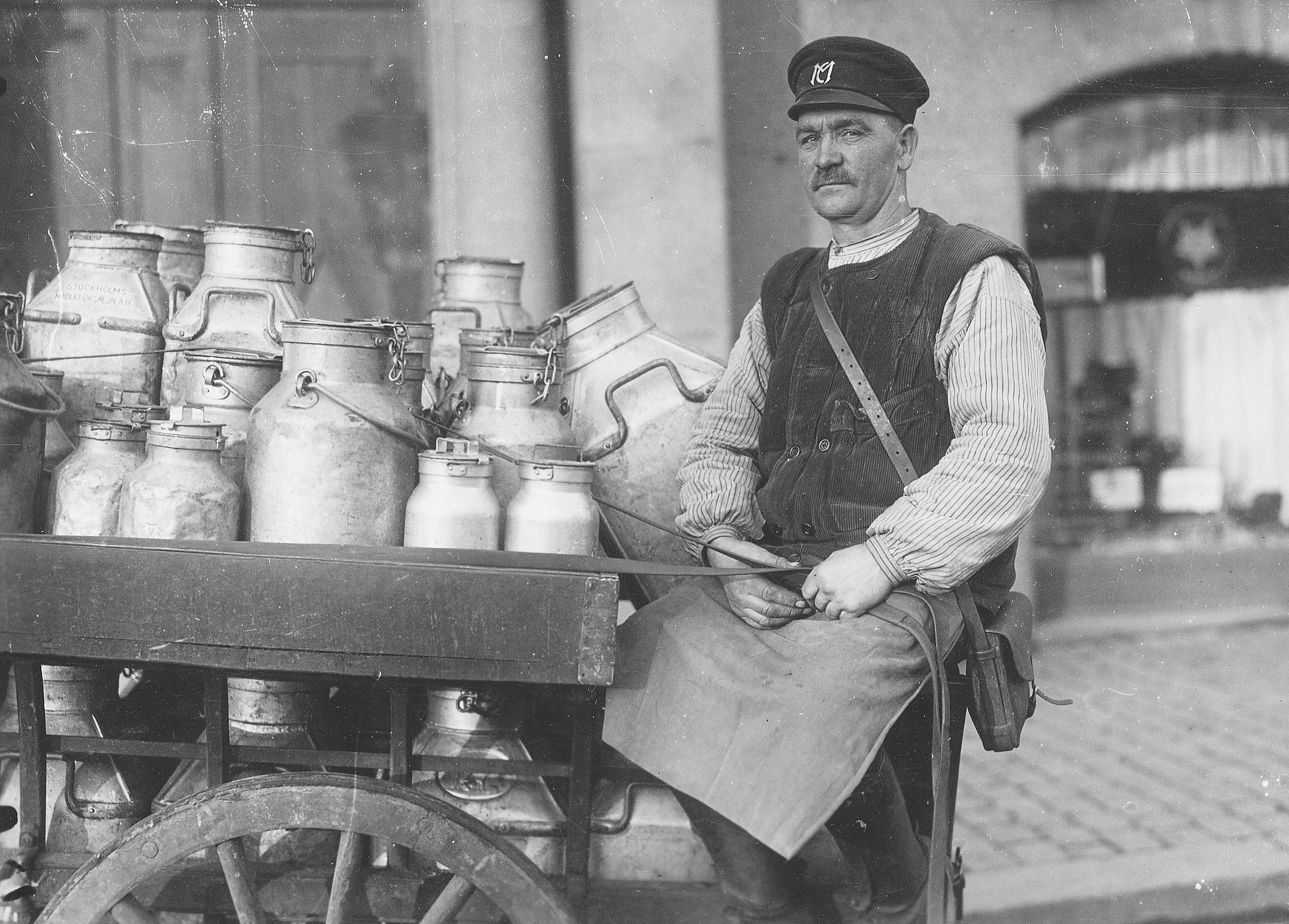
Mjölkkörare, 1920-tal.
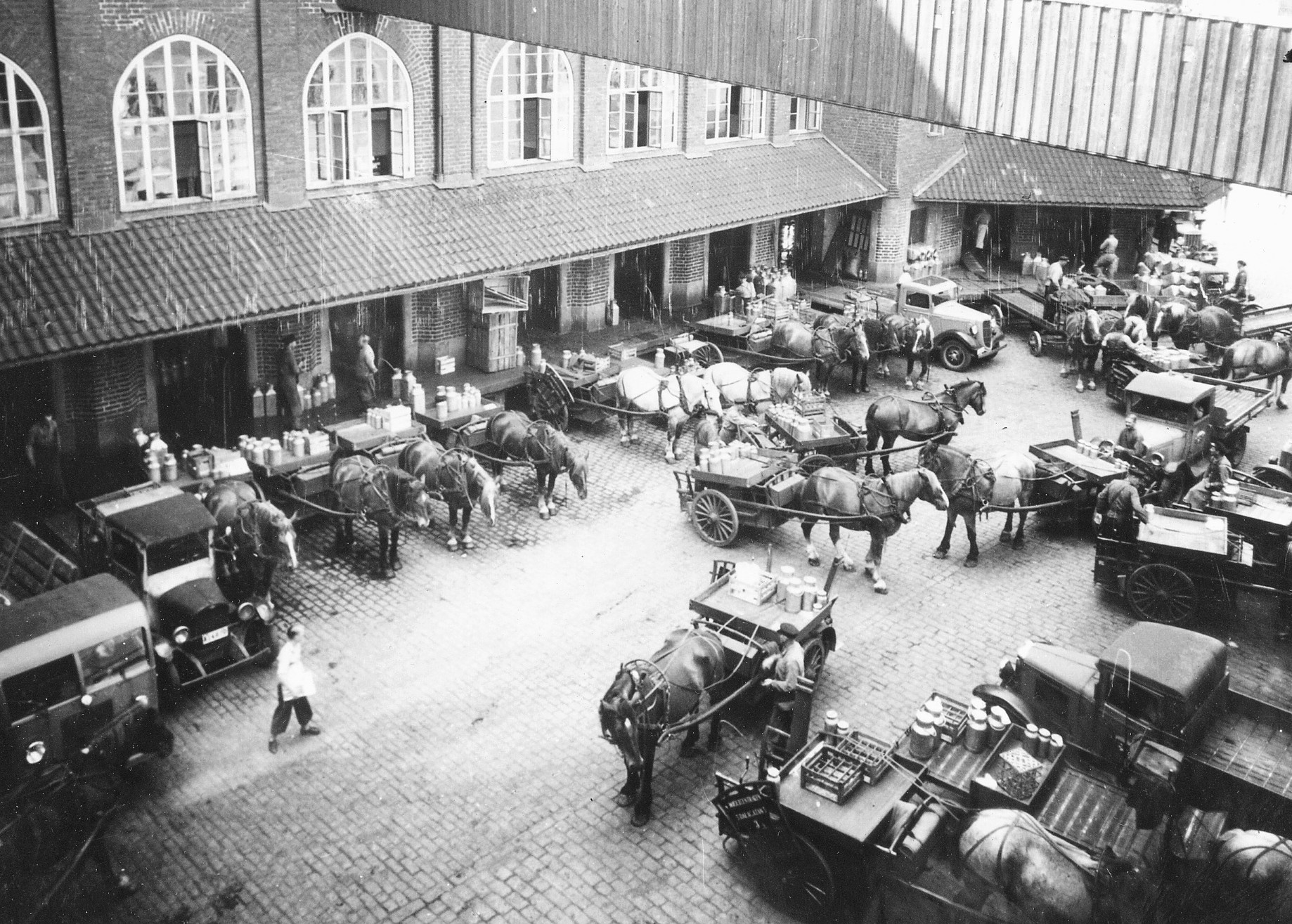
Hästvagnar och lastbilar, 1936.
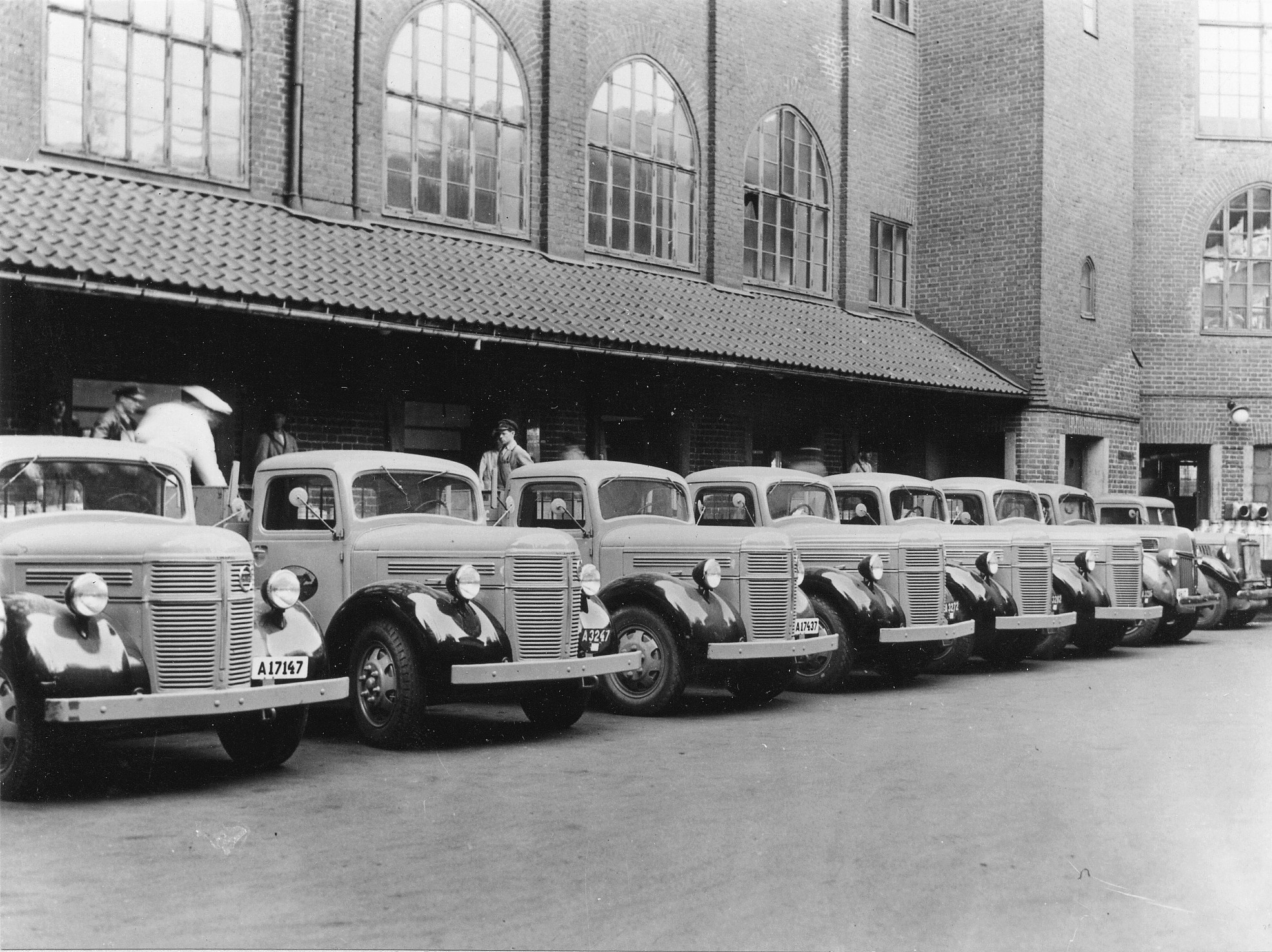
Lastbilar1942.
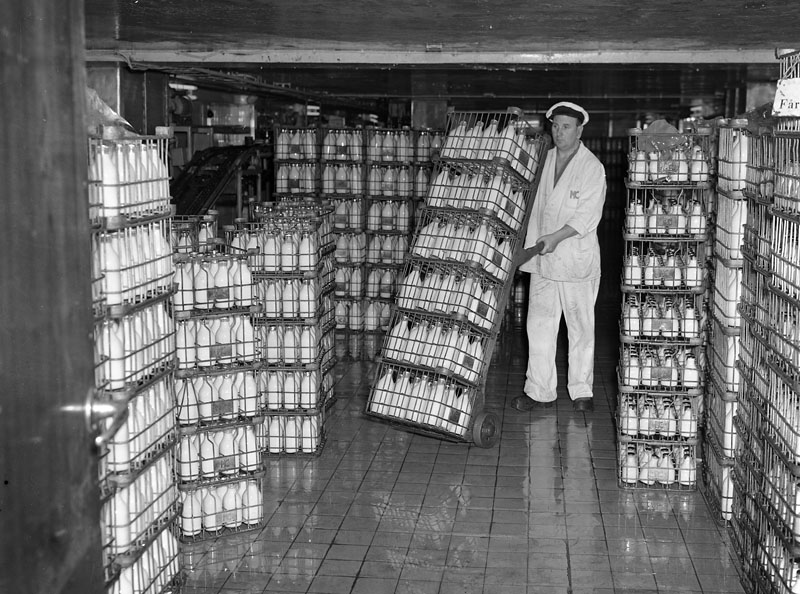
Mjölkflaskor i trådkorgar, 1953.

### Vidare utbyggnad i kvarteret Läkaren

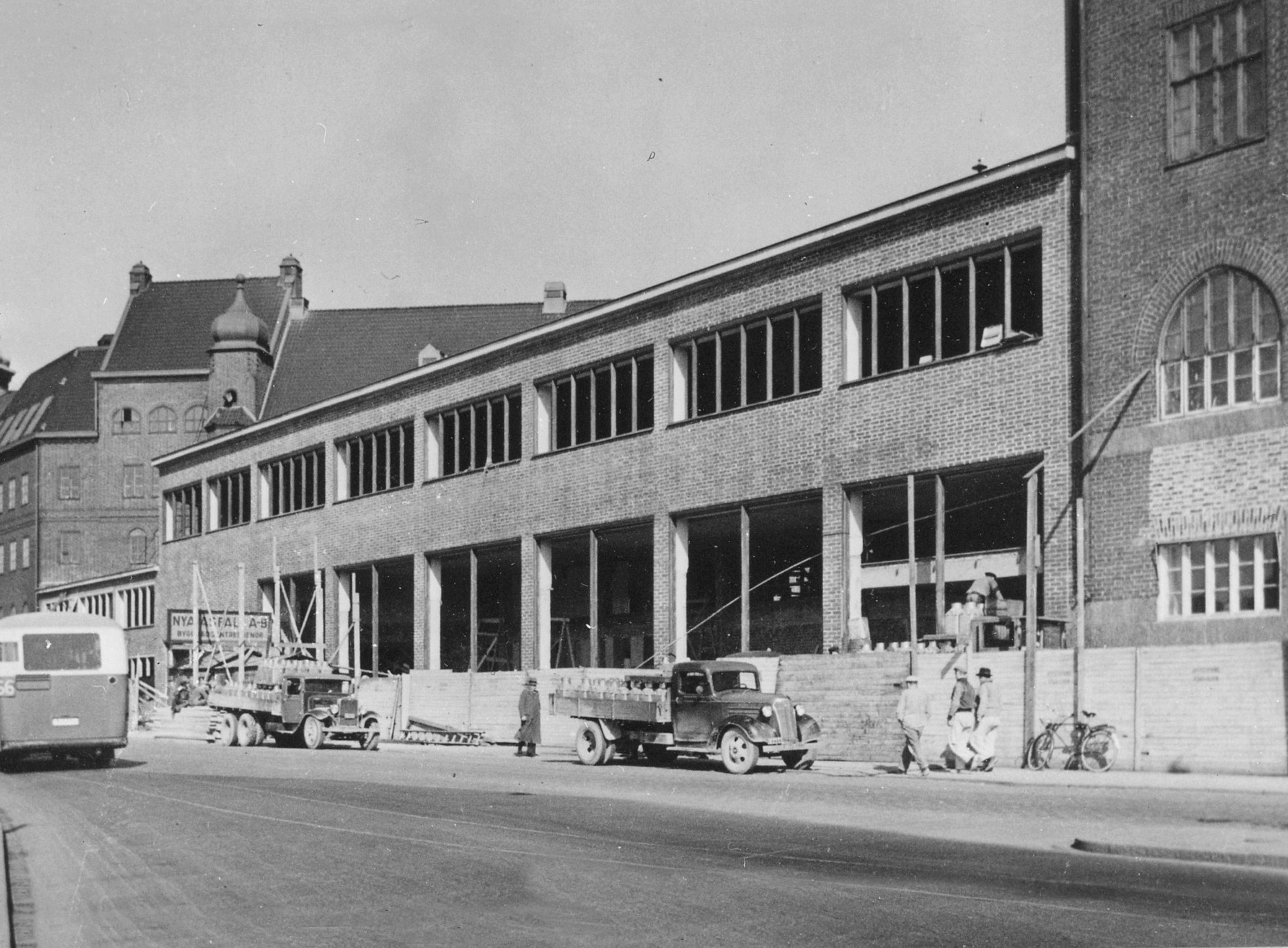
Nybygget vid Torsgatan 1938.

Modern teknik, automatisering och lansering av nya produkter krävde omfattande ombyggnader som genomfördes 1936 till 1943. En nybyggnad i två våningar uppfördes 1938 vid Torsgatan 14, arkitekt Torsten Höglund. Byggnaden i funktionalistisk stil inhyste bland annat en ny mjölktappningsanläggning. Genom de stora fönstren mot Torsgatan kunde förbipasserande beskåda verksamheten. 
Övriga byggnader ombyggdes och anpassades till en mera effektiv hantering av varuflöden och transporter. Så skapades moderna lokaler för bland annat maskinell diskning av mjölkflaskor, mjölkförädling, kyllagring, laboratorier, lager, verkstäder och kontor. Transportcirkulationen inom fastigheten ordnades genom en delvis överbyggd gård med infart för mjölkbilar från Tegnérgatan och en genomfart till en annan utfart vid Tegnérgatan. 1953 installerade Mjölkcentralen i Stockholm sina första fyllningsmaskiner från Tetra Pak som då avsåg förpackningar för 0,1 liter grädde. Året därpå följde även förpackningsmaskiner för 0,5 liter mjölk. Man var då tillsammans med Mjölkcentralen i Eskilstuna först i världen med denna nya form av mjölkförpackning.
Under tidens gång hade även de ursprungliga bostadshusen övertagits av Mjölkcentralen och på 1970-talet inhyste samtliga sju byggnadsdelar i kvarteret Läkaren olika verksamheter för bolaget. Någon större utvidgning tillät inte kvarteret och transporterna i innerstaden blev allt mer besvärliga. Därför beslöt ledningen att låta uppföra ett helt nytt mejeri utanför staden. 
I stadsdelen Enskedefältet fann man en lämplig, tidigare obebyggd tomt. Här hade man tillgång till bra infrastruktur i form av Huddingevägen och närheten till Slakthusbanan som fick ett stickspår från Valla torg till mejeriets tomt. Anläggningen invigdes 1944 och gick under namnet ”Enskedemejeriet” eller ”Södermejeriet” som existerade till 1992.

Verksamheter vid Mjölkcentralen
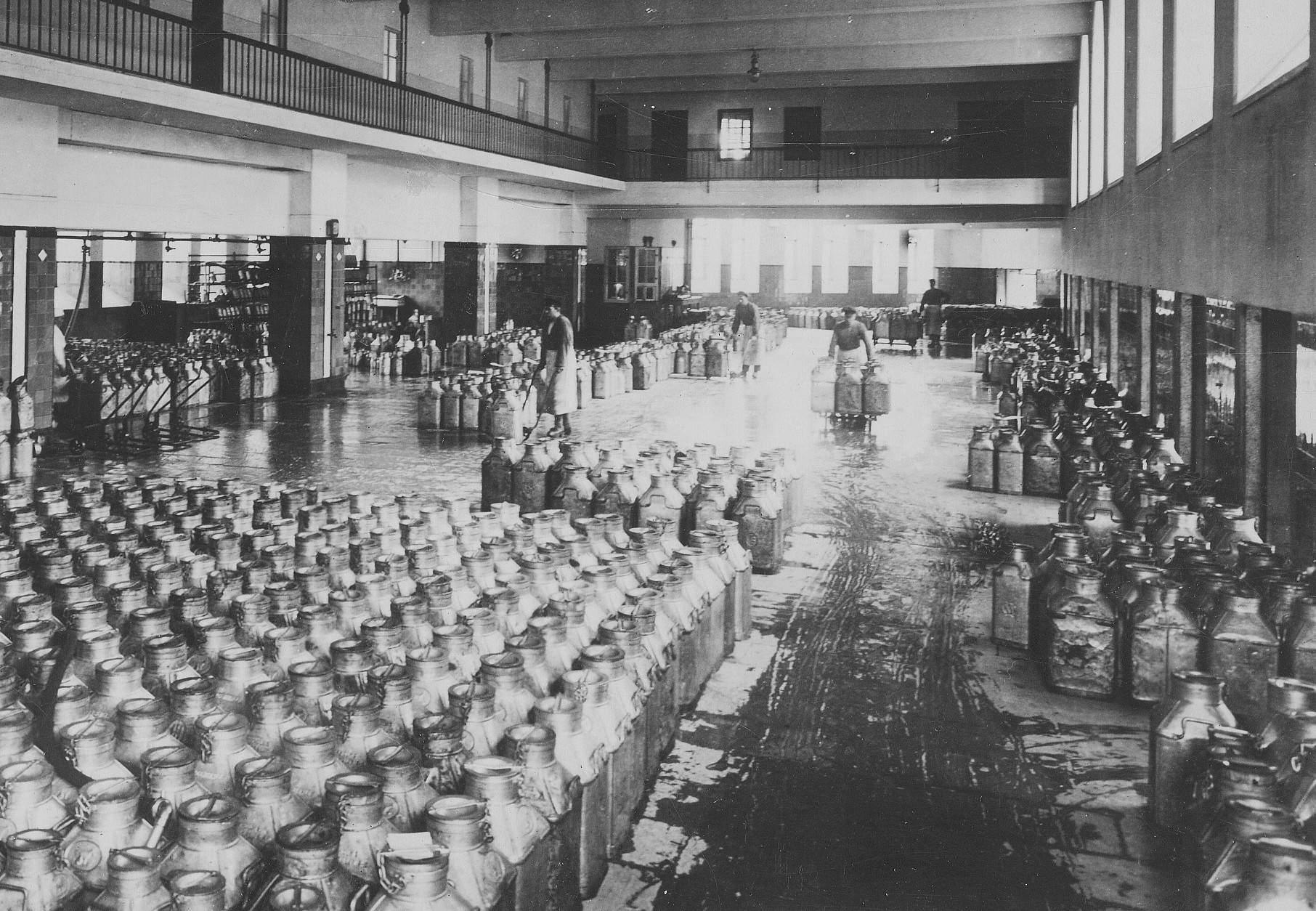
Inlastningen.
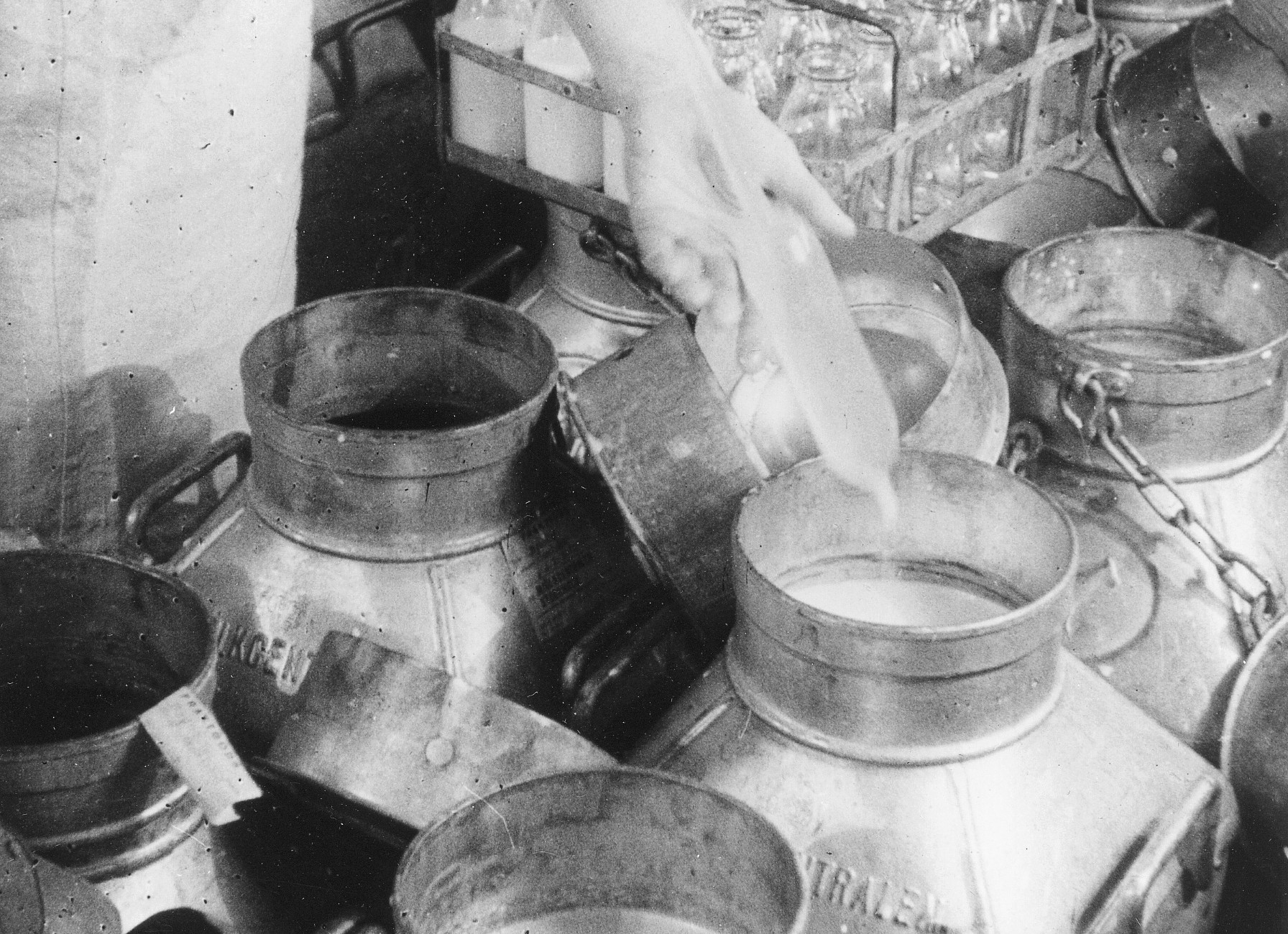
Provtagning.
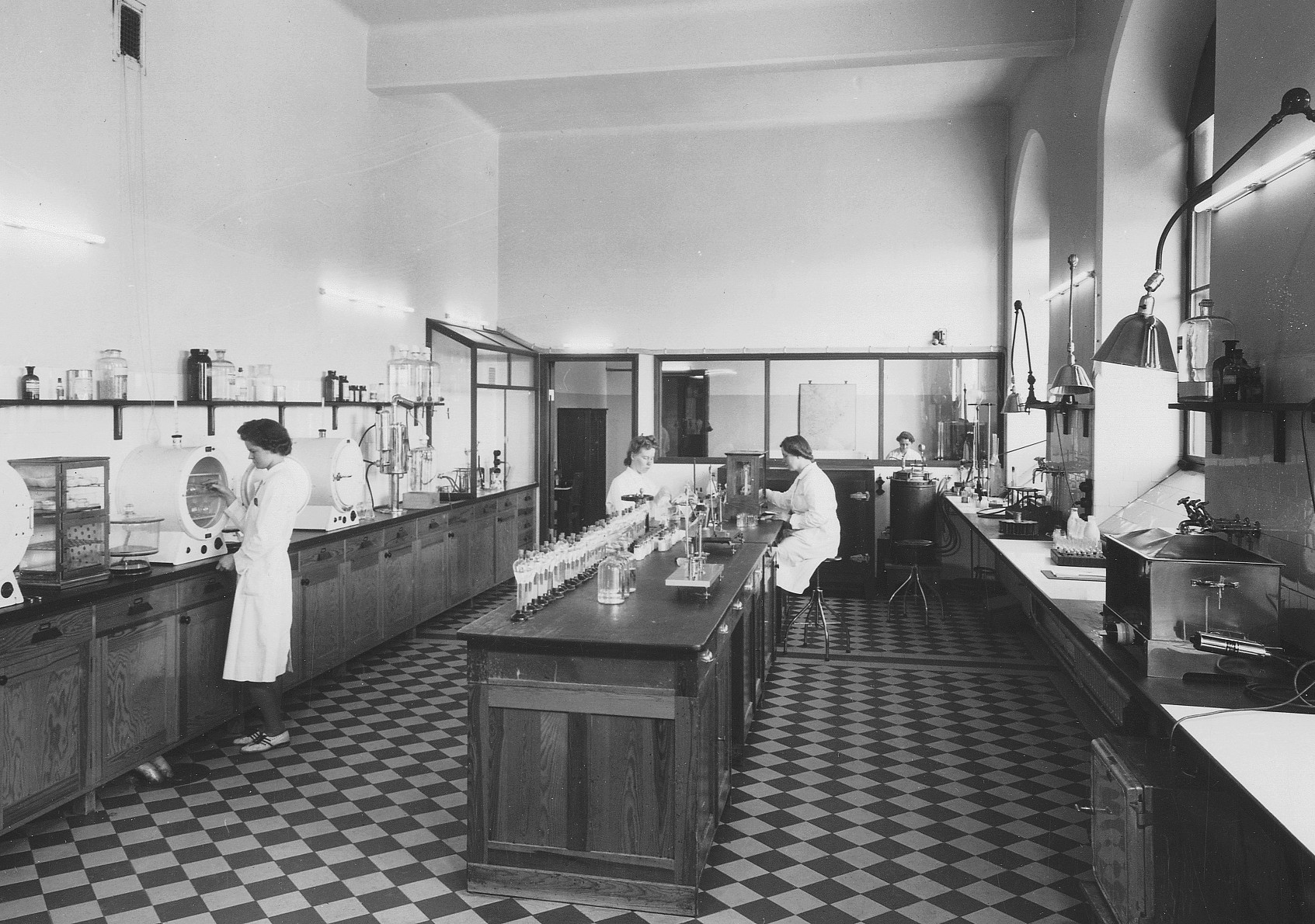
Laboratoriet.
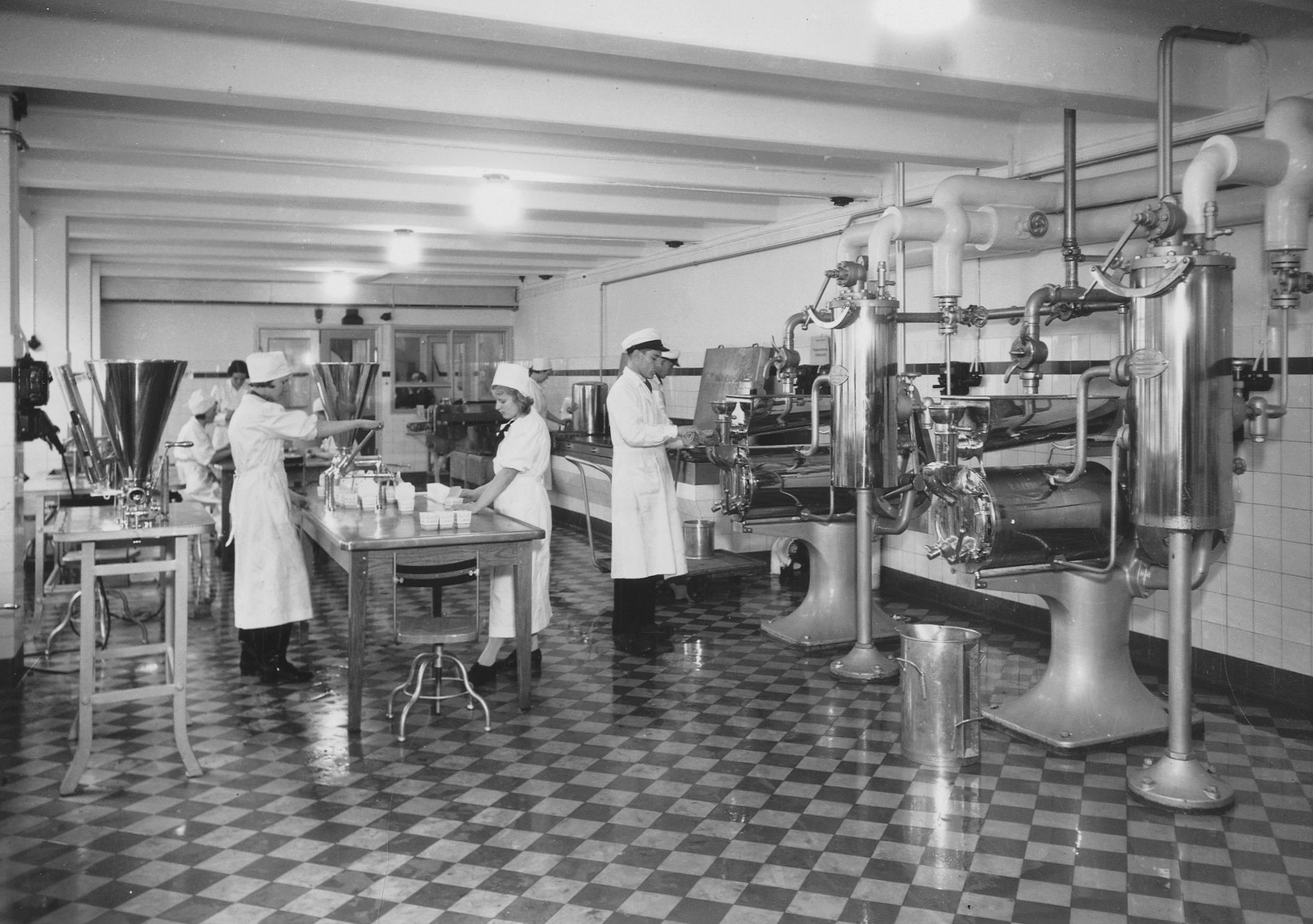
Glasstillverkning.
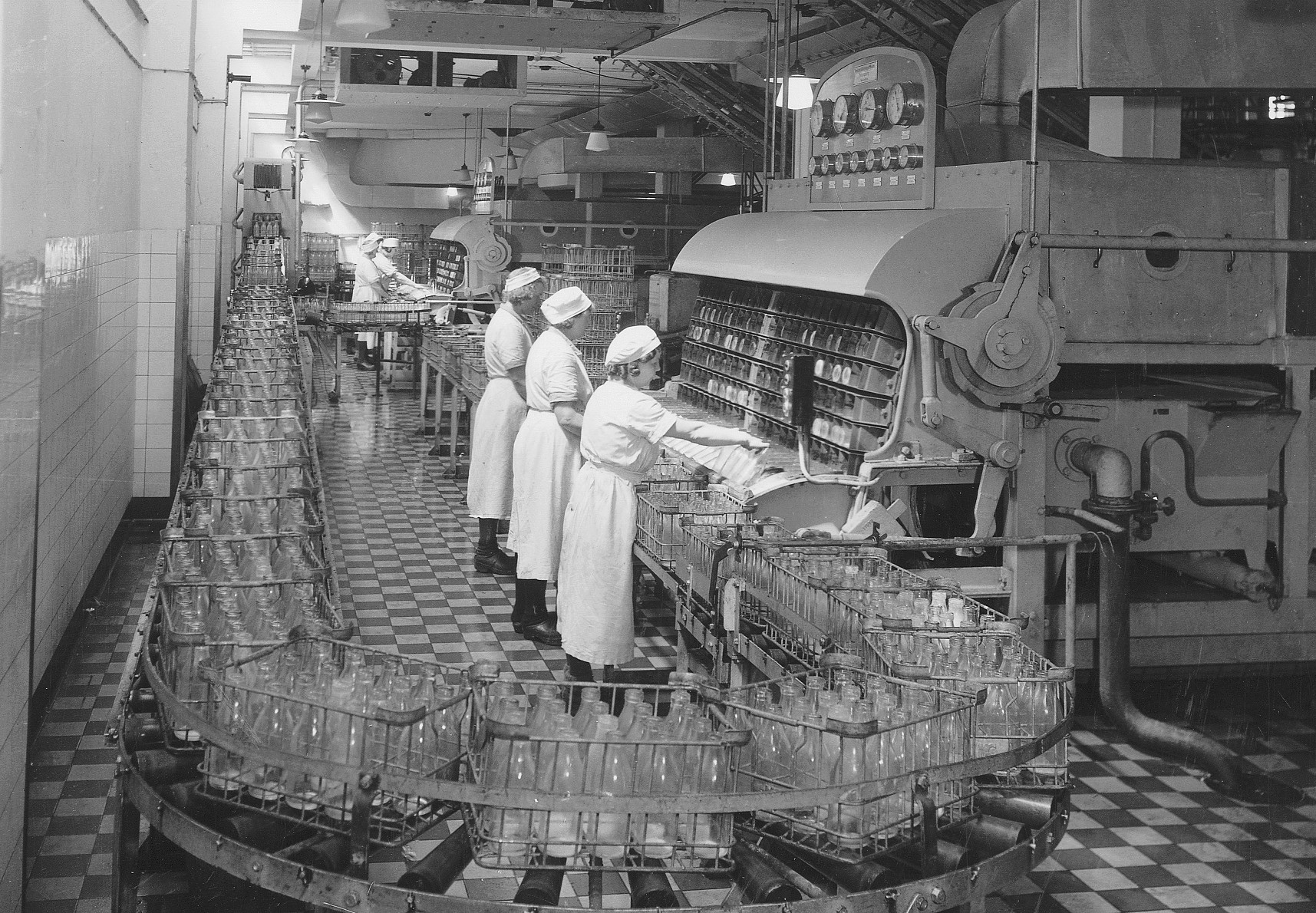
Flaskdiskmaskinen.

### Slutet för mejeriverksamheten i kvarteret Läkaren

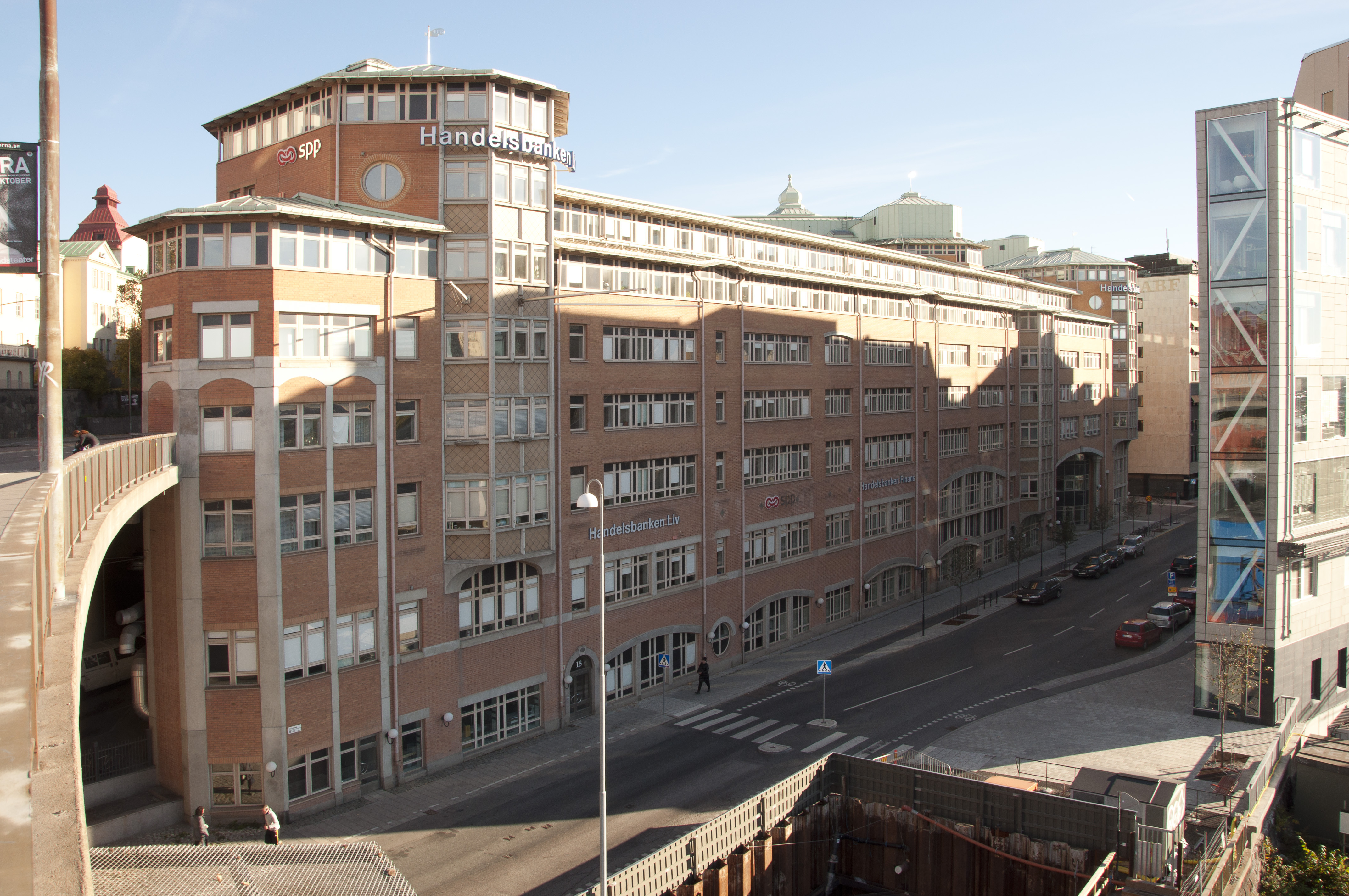
Arlas tidigare huvudkontor i kvarteret Läkaren, Torsgatan 12-20, 2010.

År 1984 invigdes Arlas nya anläggning Stockholm Mejeri i Kallhäll och ledningen beslöt att samtidigt lägga ner sin verksamhet i kvarteret Läkaren. Då förlorade cirka 300 av de totalt 600 sysselsatta i kvarteret sina arbetsplatser. Arlas önskemål var att efter flytten samla huvudkontorets samtliga funktioner med totalt omkring 400 medarbetare till kvarteret och även inrymma viss produktutveckling där. Enligt företagets bedömning kunde detta endast ske genom rivning och nybyggnad.
En ny stadsplan vann laga kraft i december 1985. I den angavs att kvartersmarken inom planområdet skulle användas för kommersiellt ändamål utom i hörnet Dalagatan / Tegnérgatan där bostadsändamål angavs. Därefter revs samtliga byggnader utom Dorph & Höögs bostadshus från 1903 i hörnet Dalagatan / Tegnérgatan. Den nya bebyggelsen uppfördes från våren 1986 till hösten 1989 efter ritningar av LCA arkitekter AB under ledning av arkitekt Lars Carlsson.
Till det nya huset flyttade utöver Arla bland annat Riks Ost och Svenska Mejeriernas Riksförening (SMR). Byggnaden döptes nu till Mejeriernas hus. I det stora byggnadskomplexet hade Arla sitt huvudkontor fram till år 2005 då de lämnade kvarteret Läkaren efter 120 år. Sitt svenska huvudkontor hade Arla därefter vid Lindhagensgatan 126 i Hornsberg. På hösten 2019 flyttades det svenska huvudkontoret åter igen, denna gång till Rättarvägen 3 i Arenastaden, Solna.